# Triangolazione (scacchi)
La triangolazione è un tema tattico utilizzato durante i finali negli scacchi allo scopo di costringere l'avversario in una posizione di zugzwang.  

## Tecnica
Solitamente, viene utilizzata nei finali di pedoni, quando un re può muoversi in tre caselle adiacenti disposte a formare un triangolo e mantenere sostanzialmente la stessa posizione, mentre il re avversario ha solo due caselle a disposizione. Perciò, se un re utilizza questa tecnica impiegando tre mosse per ritornare nella casa di partenza ed il re avversario non può fare lo stesso, il bianco perde un importante tempo e ottiene l'opposizione.
|   | a | b | c | d | e | f | g | h |   |
| 8 | b7 pedone del nero · d7 re del nero · b6 pedone del bianco · c5 pedone del bianco · d5 re del bianco | b7 pedone del nero · d7 re del nero · b6 pedone del bianco · c5 pedone del bianco · d5 re del bianco | b7 pedone del nero · d7 re del nero · b6 pedone del bianco · c5 pedone del bianco · d5 re del bianco | b7 pedone del nero · d7 re del nero · b6 pedone del bianco · c5 pedone del bianco · d5 re del bianco | b7 pedone del nero · d7 re del nero · b6 pedone del bianco · c5 pedone del bianco · d5 re del bianco | b7 pedone del nero · d7 re del nero · b6 pedone del bianco · c5 pedone del bianco · d5 re del bianco | b7 pedone del nero · d7 re del nero · b6 pedone del bianco · c5 pedone del bianco · d5 re del bianco | b7 pedone del nero · d7 re del nero · b6 pedone del bianco · c5 pedone del bianco · d5 re del bianco | 8 |
| 7 | b7 pedone del nero · d7 re del nero · b6 pedone del bianco · c5 pedone del bianco · d5 re del bianco | b7 pedone del nero · d7 re del nero · b6 pedone del bianco · c5 pedone del bianco · d5 re del bianco | b7 pedone del nero · d7 re del nero · b6 pedone del bianco · c5 pedone del bianco · d5 re del bianco | b7 pedone del nero · d7 re del nero · b6 pedone del bianco · c5 pedone del bianco · d5 re del bianco | b7 pedone del nero · d7 re del nero · b6 pedone del bianco · c5 pedone del bianco · d5 re del bianco | b7 pedone del nero · d7 re del nero · b6 pedone del bianco · c5 pedone del bianco · d5 re del bianco | b7 pedone del nero · d7 re del nero · b6 pedone del bianco · c5 pedone del bianco · d5 re del bianco | b7 pedone del nero · d7 re del nero · b6 pedone del bianco · c5 pedone del bianco · d5 re del bianco | 7 |
| 6 | b7 pedone del nero · d7 re del nero · b6 pedone del bianco · c5 pedone del bianco · d5 re del bianco | b7 pedone del nero · d7 re del nero · b6 pedone del bianco · c5 pedone del bianco · d5 re del bianco | b7 pedone del nero · d7 re del nero · b6 pedone del bianco · c5 pedone del bianco · d5 re del bianco | b7 pedone del nero · d7 re del nero · b6 pedone del bianco · c5 pedone del bianco · d5 re del bianco | b7 pedone del nero · d7 re del nero · b6 pedone del bianco · c5 pedone del bianco · d5 re del bianco | b7 pedone del nero · d7 re del nero · b6 pedone del bianco · c5 pedone del bianco · d5 re del bianco | b7 pedone del nero · d7 re del nero · b6 pedone del bianco · c5 pedone del bianco · d5 re del bianco | b7 pedone del nero · d7 re del nero · b6 pedone del bianco · c5 pedone del bianco · d5 re del bianco | 6 |
| 5 | b7 pedone del nero · d7 re del nero · b6 pedone del bianco · c5 pedone del bianco · d5 re del bianco | b7 pedone del nero · d7 re del nero · b6 pedone del bianco · c5 pedone del bianco · d5 re del bianco | b7 pedone del nero · d7 re del nero · b6 pedone del bianco · c5 pedone del bianco · d5 re del bianco | b7 pedone del nero · d7 re del nero · b6 pedone del bianco · c5 pedone del bianco · d5 re del bianco | b7 pedone del nero · d7 re del nero · b6 pedone del bianco · c5 pedone del bianco · d5 re del bianco | b7 pedone del nero · d7 re del nero · b6 pedone del bianco · c5 pedone del bianco · d5 re del bianco | b7 pedone del nero · d7 re del nero · b6 pedone del bianco · c5 pedone del bianco · d5 re del bianco | b7 pedone del nero · d7 re del nero · b6 pedone del bianco · c5 pedone del bianco · d5 re del bianco | 5 |
| 4 | b7 pedone del nero · d7 re del nero · b6 pedone del bianco · c5 pedone del bianco · d5 re del bianco | b7 pedone del nero · d7 re del nero · b6 pedone del bianco · c5 pedone del bianco · d5 re del bianco | b7 pedone del nero · d7 re del nero · b6 pedone del bianco · c5 pedone del bianco · d5 re del bianco | b7 pedone del nero · d7 re del nero · b6 pedone del bianco · c5 pedone del bianco · d5 re del bianco | b7 pedone del nero · d7 re del nero · b6 pedone del bianco · c5 pedone del bianco · d5 re del bianco | b7 pedone del nero · d7 re del nero · b6 pedone del bianco · c5 pedone del bianco · d5 re del bianco | b7 pedone del nero · d7 re del nero · b6 pedone del bianco · c5 pedone del bianco · d5 re del bianco | b7 pedone del nero · d7 re del nero · b6 pedone del bianco · c5 pedone del bianco · d5 re del bianco | 4 |
| 3 | b7 pedone del nero · d7 re del nero · b6 pedone del bianco · c5 pedone del bianco · d5 re del bianco | b7 pedone del nero · d7 re del nero · b6 pedone del bianco · c5 pedone del bianco · d5 re del bianco | b7 pedone del nero · d7 re del nero · b6 pedone del bianco · c5 pedone del bianco · d5 re del bianco | b7 pedone del nero · d7 re del nero · b6 pedone del bianco · c5 pedone del bianco · d5 re del bianco | b7 pedone del nero · d7 re del nero · b6 pedone del bianco · c5 pedone del bianco · d5 re del bianco | b7 pedone del nero · d7 re del nero · b6 pedone del bianco · c5 pedone del bianco · d5 re del bianco | b7 pedone del nero · d7 re del nero · b6 pedone del bianco · c5 pedone del bianco · d5 re del bianco | b7 pedone del nero · d7 re del nero · b6 pedone del bianco · c5 pedone del bianco · d5 re del bianco | 3 |
| 2 | b7 pedone del nero · d7 re del nero · b6 pedone del bianco · c5 pedone del bianco · d5 re del bianco | b7 pedone del nero · d7 re del nero · b6 pedone del bianco · c5 pedone del bianco · d5 re del bianco | b7 pedone del nero · d7 re del nero · b6 pedone del bianco · c5 pedone del bianco · d5 re del bianco | b7 pedone del nero · d7 re del nero · b6 pedone del bianco · c5 pedone del bianco · d5 re del bianco | b7 pedone del nero · d7 re del nero · b6 pedone del bianco · c5 pedone del bianco · d5 re del bianco | b7 pedone del nero · d7 re del nero · b6 pedone del bianco · c5 pedone del bianco · d5 re del bianco | b7 pedone del nero · d7 re del nero · b6 pedone del bianco · c5 pedone del bianco · d5 re del bianco | b7 pedone del nero · d7 re del nero · b6 pedone del bianco · c5 pedone del bianco · d5 re del bianco | 2 |
| 1 | b7 pedone del nero · d7 re del nero · b6 pedone del bianco · c5 pedone del bianco · d5 re del bianco | b7 pedone del nero · d7 re del nero · b6 pedone del bianco · c5 pedone del bianco · d5 re del bianco | b7 pedone del nero · d7 re del nero · b6 pedone del bianco · c5 pedone del bianco · d5 re del bianco | b7 pedone del nero · d7 re del nero · b6 pedone del bianco · c5 pedone del bianco · d5 re del bianco | b7 pedone del nero · d7 re del nero · b6 pedone del bianco · c5 pedone del bianco · d5 re del bianco | b7 pedone del nero · d7 re del nero · b6 pedone del bianco · c5 pedone del bianco · d5 re del bianco | b7 pedone del nero · d7 re del nero · b6 pedone del bianco · c5 pedone del bianco · d5 re del bianco | b7 pedone del nero · d7 re del nero · b6 pedone del bianco · c5 pedone del bianco · d5 re del bianco | 1 |
|   | a | b | c | d | e | f | g | h |   |

Si consideri questa posizione, con mossa al bianco. Qui il nero ha l'opposizione, tenendo lontano il re bianco. Tuttavia, se il bianco avesse l'opposizione (cioè se, nella stessa posizione, toccasse al nero muovere), il re nero avrebbe dovuto allontanarsi da d7, permettendo al bianco di avanzare. Il re nero non può allontanarsi dalla sua posizione, dovendo impedire al pedone c di avanzare nonché di essere spinto nel bordo della scacchiera. Quando il re bianco è su d5, il re nero deve essere su d7, con mossa al bianco. Il bianco ha un triangolo di caselle disponibili: d5, e5, e d4. Il bianco vince con la seguente manovra, in notazione algebrica:
1. Re5 (oppure 1. Re4) Rc6 (se 1... Re7 o 1... Re6 allora il bianco vince con 2. c6 e il nero non può evitare la promozione di un pedone)
2. Rd4 Rd7
3. Rd5
adesso la triangolazione è completa, e abbiamo la stessa posizione di partenza, ma con mossa al nero. La partita potrebbe continuare così:
3. ... Rc8
4. Re6 Rd8
5. Rd6 Rc8
6. Re7 Rb8
7. Rd7 Ra8
8. c6
e il bianco ottiene facilmente la vittoria. Da notare che, dopo la sua terza mossa, il bianco disponeva anche di altri modi per vincere.